# 小行星1784
小行星1784（1784 Benguella）是一颗绕太阳运转的小行星，为主小行星带小行星。该小行星于1935年6月30日发现。
該小行星以安哥拉的城市本吉拉命名。

## 轨道参数
小行星1784的轨道半长轴为2.4050174 UA，离心率为0.132。